# 望遠冬肛魚
望遠冬肛魚，為輻鰭魚綱水珍魚目後肛魚科的其中一種，為深海魚類，分布於東大西洋幾內亞灣、西太平洋日本、澳洲與紐西蘭海域，棲息深度400-2500公尺，體長可達15公分，棲息在大洋中層水域，生活習性不明。